# مونتل اگیمانگ
مونتل اگیمانگ (انگلیسی: Montel Agyemang) بازیکن فوتبال انگلیسی بود.